# Sharonville
Sharonville – miasto w Stanach Zjednoczonych, południowo-zachodniej części stanu Ohio. Liczba mieszkańców w 2000 roku wynosiła 13 926.